# Nowa powieść
Nowa powieść (fr. nouveau roman), in. antypowieść, powieść obiektywna, powieść fenomenologiczna – awangardowy kierunek w powieści francuskiej, ukształtowany w latach 50. XX wieku i żywotny do lat 60–70. Zakładał oderwanie się od tradycji egzystencjalizmu i psychologizmu oraz całkowite przebudowanie i odnowę gatunku. Zgodnie z założeniami nouveau roman obiektem zainteresowania powieści nie miał być świat zewnętrzny, ale jego odwzorowanie w niej samej. Do twórców nowej powieści należeli m.in. Claude Simon, Robert Pinget oraz Alain Robbe-Grillet.

## Założenia kierunku
Podstawowym założeniem nouveau roman było oddzielenie powieści od problematyki moralnej i filozoficznej oraz jej skoncentrowanie na samym gatunku powieściowym, jego konwencji, konstrukcji i możliwościach poznawczych. Tym samym kierunek odrzucał egzystencjalistyczne pojmowanie literatury i mimetyzm. Utwory miały raczej koncentrować się na problemie możliwości poznawczych powieści – sposobów, w jakie rzeczywistość może być w niej odwzorowana oraz wpływu używanych przez powieściopisarzy narzędzi literackich na kształtowanie się rzeczywistości w utworze. Zasadniczym składnikiem powieści miał być więc autotematyzm, nie przyjmował on jednak formy bezpośredniej refleksji, ale stawał się zasadą konstrukcyjną całego utworu, kluczową dla jego zrozumienia.
Nouveau roman rezygnowała z elementów charakterystycznych dla tradycyjnej powieści – uporządkowanej chronologicznie wyrazistej fabuły, tradycyjnie zbudowanych postaci (zamiast nich pojawili się bohaterowie trudni do określenia, często bezimienni), logicznego następstwa zdarzeń i przejrzystej narracji. Świat przedstawiony i opis oparte były na subiektywizmie, rzeczy ukazywane były w taki sposób, w jaki były w danym momencie odbierane przez podmiot poznający, subiektywizacji ulegał również czas. Często wykorzystywana była technika kolażu.
Konstruowaniu autonomicznego świata powieściowego służyła parodia tradycyjnych chwytów powieściowych, odwołująca się do chwytów, motywów i elementów konstrukcyjnych, używanych m.in. w powieści realistycznej, powieści kryminalnej i romansie przygodowym.

## Przedstawiciele
- Samuel Beckett
- Michel Butor
- Jean Cayrol
- Marguerite Duras
- Robert Pinget
- Alain Robbe-Grillet
- Nathalie Sarraute
- Claude Simon

## Recepcja
Nowa powieść została bardzo szybko zauważona przez krytykę. Kierunek krytykowano za negację tradycji powieściowej, zarzucano mu manieryzm oraz atakowano jako niezrozumiały. Pojawili się również liczni zwolennicy nouveau roman, m.in. Roland Barthes i Maurice Blanchot. Stosunkowo szybko pojawiły się także pierwsze prace historyczno- i literaturoznawcze na temat kierunku. Zainteresowanie krytyki osłabło po 1968 roku – ówczesne wydarzenia we Francji sprawiły, że zmieniły się oczekiwania wobec powieści; wymagano od gatunku mniejszego skoncentrowania na samym sobie i większego zaangażowania w rzeczywistość pozaliteracką. Próbowano co prawda poszukiwać kontynuacji gatunku, określanych jako nouveau nouveau roman (m.in. w twórczości OuLiPo), ale nie pojawiły się żadne wystąpienia teoretyczne czy utwory, które byłyby na tyle istotne i nowatorskie, żeby mogły stanowić rozwinięcie nurtu nowej powieści. Jednak, niezależnie od zakończenia kierunku nouveau roman, doświadczenia nowej powieści wywarły znaczący wpływ na gatunek – wpłynęły na jego ewolucję oraz zainspirowały teorie naukowe dotyczące powieści.

### Nowa powieść w Polsce
Recepcja nowej powieści w Polsce dokonywała się w ramach otwarcia krajowej kultury na inspiracje zachodnie, umożliwionego przez odwilż październikową w latach 50. Stosunkowo szybko pojawiły się tłumaczenia i przedruki artykułów teoretycznych i utworów francuskich twórców nouveau roman oraz polskie teksty naukowe na ten temat (pisane m.in. przez Jana Błońskiego). Recepcji kierunku sprzyjał fakt, że osiągnięcia nowej powieści zbliżone były do gatunkowych eksperymentów obecnych w literaturze polskiej za sprawą twórczości Witolda Gombrowicza, Karola Irzykowskiego i Stanisława Ignacego Witkiewicza. Nie pojawiły się jednak w literaturze polskiej żadne bezpośrednie kontynuacje, nurt nouveau roman oddziaływał jedynie częściowo na polskie utwory autotematyczne (m.in. Góry nad czarnym morzem Wilhelma Macha).